# Liste der Kardinalskreierungen Pius’ XI.

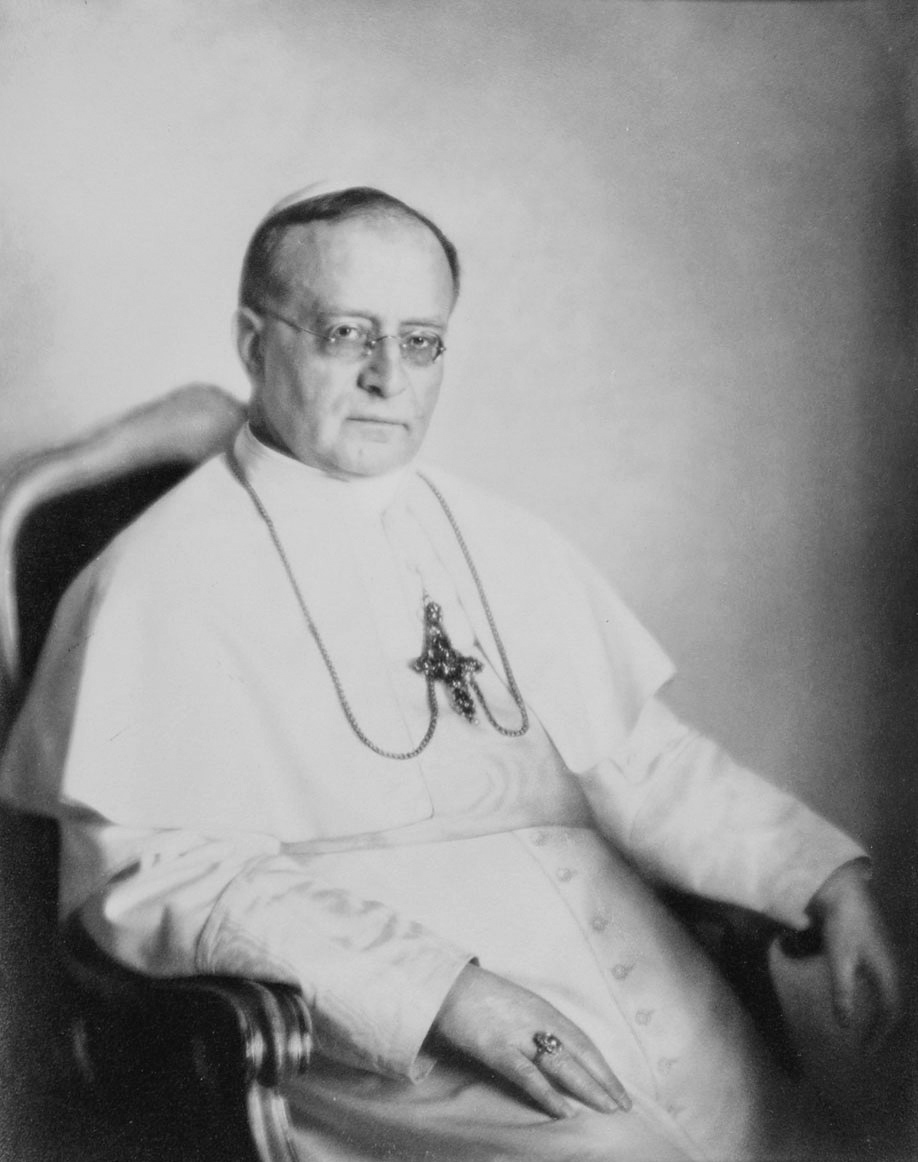
Pius XI.

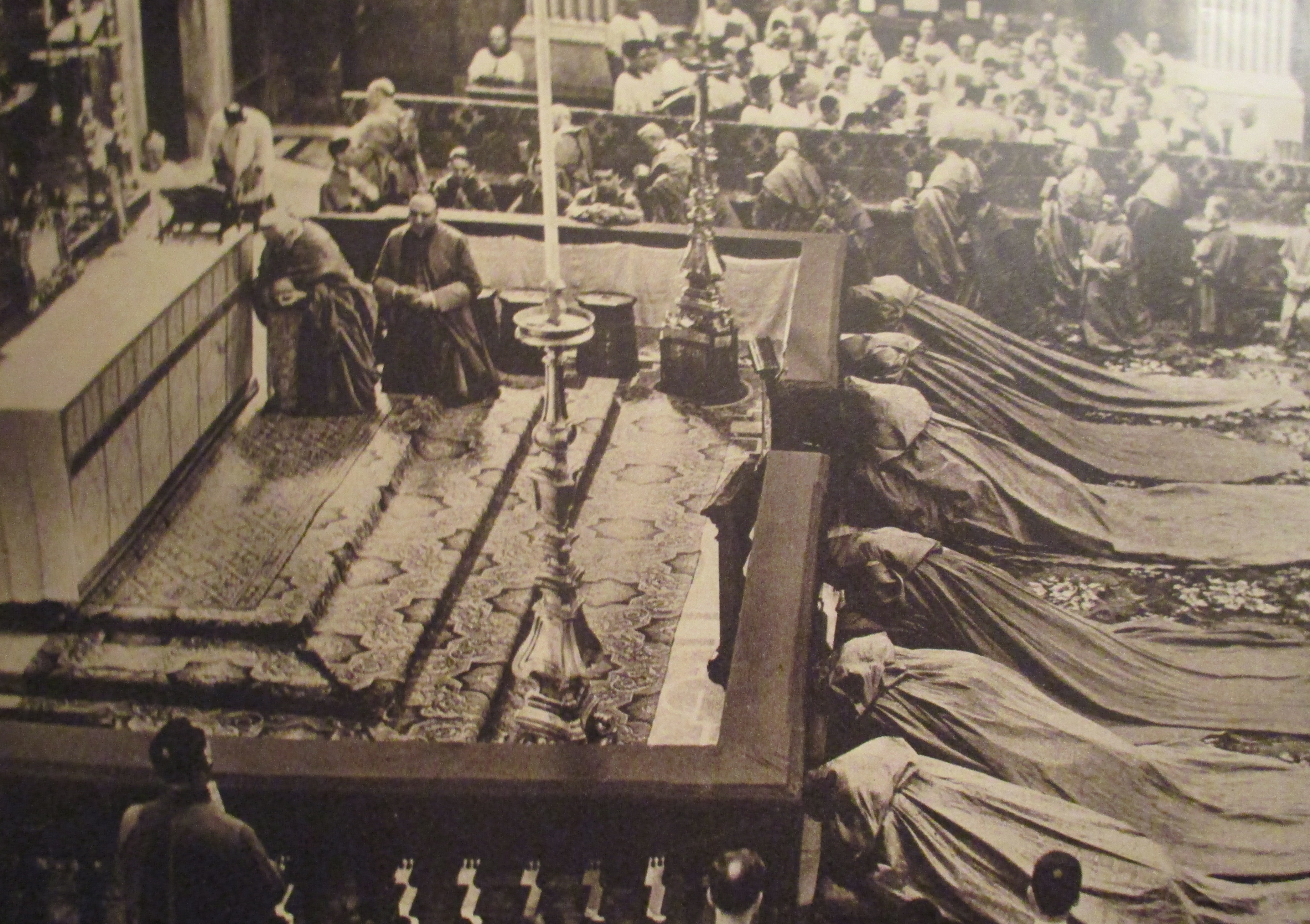
Konsistorium unter dem Pontifikat von Pius XI.

Im Verlauf seines Pontifikates (1922–1939) kreierte Papst Pius XI. 76 Kardinäle in 17 Konsistorien.

## 11. Dezember 1922

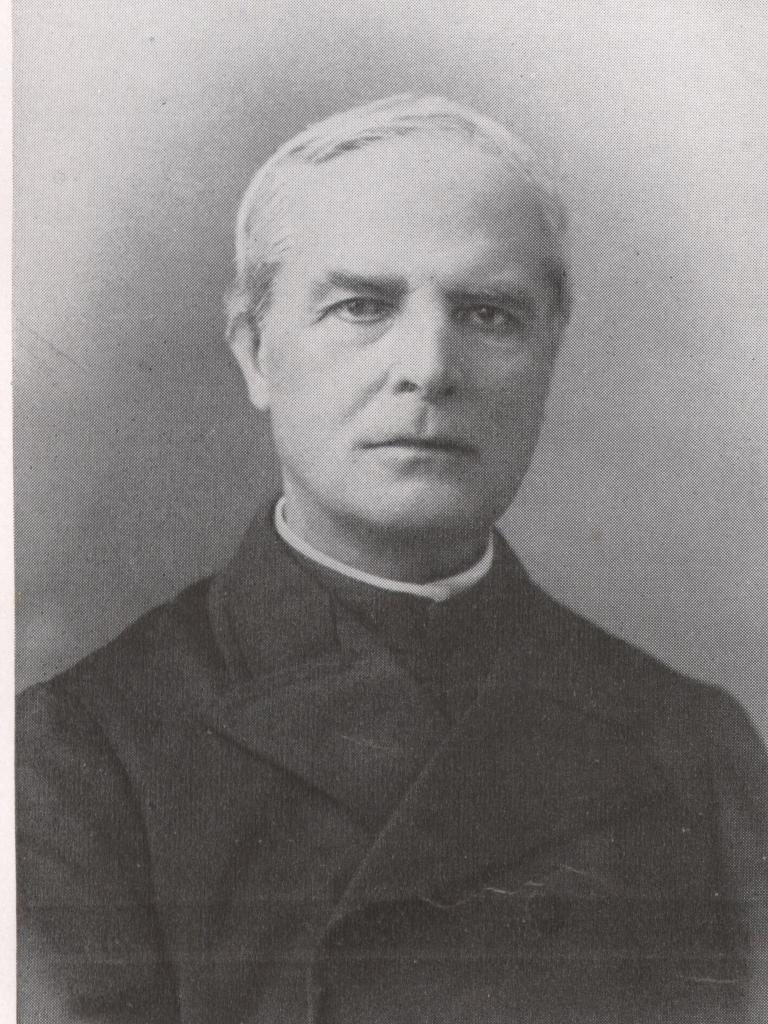
Franz Ehrle

- Königreich Italien: Achille Locatelli, Apostolischer Nuntius in Portugal
- Königreich Italien: Giovanni Bonzano, Apostolischer Delegat in den USA
- Spanien: Enrique Reig y Casanova, Erzbischof von Toledo
- Frankreich: Alexis-Armand Charost, Erzbischof von Rennes
- Königreich Italien: Eugenio Tosi, Erzbischof von Mailand
- Frankreich: Stanislas Touchet, Bischof von Orléans
- Königreich Italien: Giuseppe Mori,  Sekretär für Rechtsfragen
- Deutsches Reich: Franz Ehrle SJ, Jesuitenpater

## 23. Mai 1923
- Königreich Italien: Giovanni Nasalli Rocca di Corneliano, Erzbischof von Bologna
- Königreich Italien: Luigi Sincero, Sekretär der Päpstlichen Kommission für die authentische Auslegung des Codex Iuris Canonici und Sekretär beim Konklave 1922

## 20. Dezember 1923
- Königreich Italien: Evaristo Lucidi, Sekretär des Obersten Gerichtshofs der Apostolischen Signatur
- Königreich Italien: Aurelio Galli, Sekretär für die Korrespondenz zwischen dem Heiligen Stuhl und den Königshäusern

## 24. März 1924

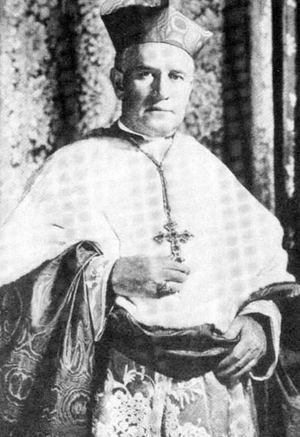
Patrick Joseph Hayes

- Vereinigte Staaten: George Mundelein, Erzbischof von Chicago
- Vereinigte Staaten: Patrick Joseph Hayes, Erzbischof von New York

## 30. März 1925
- Spanien: Eustaquio Ilundáin y Esteban, Erzbischof von Sevilla
- Spanien: Vicente Casanova y Marzol, Erzbischof von Granada

## 14. Dezember 1925
- Königreich Italien: Bonaventura Cerretti, Apostolischer Nuntius in Frankreich
- Königreich Italien: Enrico Gasparri, Apostolischer Nuntius in Brasilien
- Irischer Freistaat: Patrick Joseph O’Donnell, Erzbischof von Armagh
- Königreich Italien: Alessandro Verde, Sekretär der Ritenkongregation

## 20. Juni 1926
- Königreich Italien: Luigi Capotosti, Sekretär der Kongregation für die Ordnung der Sakramente
- Königreich Italien: Carlo Perosi, Kanoniker an der Patriarchalbasilika San Pietro in Vaticano

## 21. Dezember 1926
- Königreich Italien: Lorenzo Lauri, Apostolischer Nuntius in Polen
- Königreich Italien: Giuseppe Gamba, Erzbischof von Turin

## 20. Juni 1927
- Belgien: Jozef-Ernest Van Roey, Erzbischof von Mecheln
- Polen: August Hlond, Erzbischof von Gnesen und Posen

## 19. Dezember 1927
- Frankreich: Alexis-Henri-Marie Lépicier OSM,  Apostolischer Visitator in Abessinien und Eritrea
- Kanada: Felix-Raymond-Marie Rouleau OP, Erzbischof von Québec
- Spanien: Pedro Segura y Sáenz, Erzbischof von Toledo
- Frankreich: Charles Binet, Erzbischof von Besançon
- Ungarn: Jusztinián György Serédi OSB, Erzbischof von Esztergom

## 15. Juli 1929
- Königreich Italien: Alfredo Ildefonso Schuster, Erzbischof von Mailand

## 16. Dezember 1929

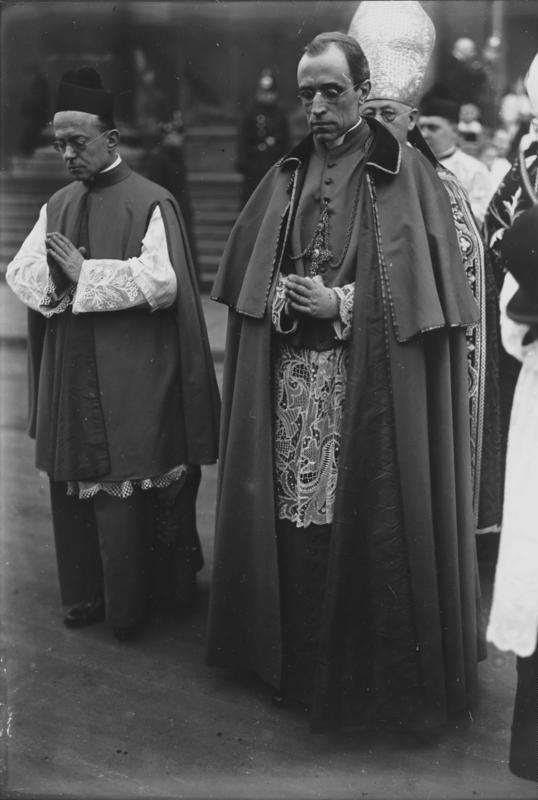
Eugenio Pacelli, später Papst Pius XII.

- Portugal: Manuel Gonçalves Cerejeira, Patriarch von Lissabon
- Königreich Italien: Eugenio Pacelli (später Papst Pius XII.), Apostolischer Nuntius im Deutschen Reich, danach Kardinalstaatssekretär
- Königreich Italien: Luigi Lavitrano, Erzbischof von Palermo
- Königreich Italien: Carlo Minoretti, Erzbischof von Genua
- Irischer Freistaat: Joseph MacRory, Erzbischof von Armagh
- Frankreich: Jean Verdier, Erzbischof von Paris

## 30. Juni 1930
- Brasilien: Sebastião Leme da Silveira Cintra, Erzbischof von Rio de Janeiro
- Königreich Italien: Francesco Marchetti Selvaggiani, Sekretär der Kongregation Propaganda Fide
- Königreich Italien: Raffaele Carlo Rossi OCD, Sekretär der Konsistorialkongregation
- Königreich Italien: Giulio Serafini, Präfekt der Ratskongregation
- Frankreich: Achille Liénart, Bischof von Lille

## 13. März 1933

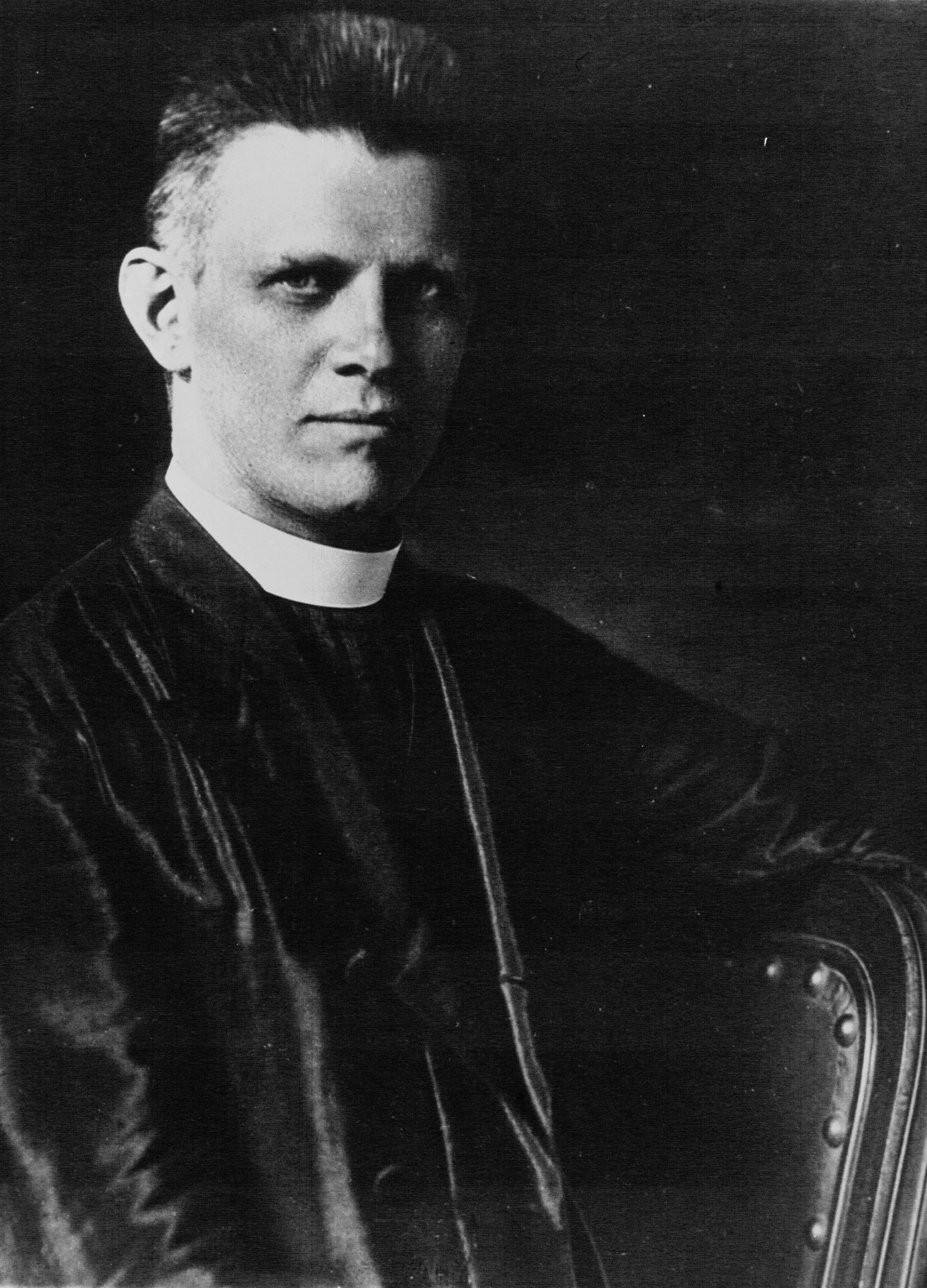
Theodor Innitzer

- Königreich Italien: Angelo Dolci, Erzpriester der Patriarchalbasilika Santa Maria Maggiore
- Königreich Italien: Pietro Fumasoni Biondi, Präfekt der Kongregation De Propaganda Fide
- Königreich Italien: Maurilio Fossati, Erzbischof von Turin
- Kanada: Jean-Marie-Rodrigue Villeneuve, Erzbischof von Québec
- Königreich Italien: Elia Dalla Costa, Erzbischof von Florenz
- Österreich: Theodor Innitzer, Erzbischof von Wien
- Königreich Italien: Carlo Salotti, Sekretär der Kongregation für die Ausbreitung des Glaubens (in pectore)
- Königreich Italien: Federico Tedeschini, Apostolischen Nuntius in Spanien (in pectore)

## 16. Dezember 1935

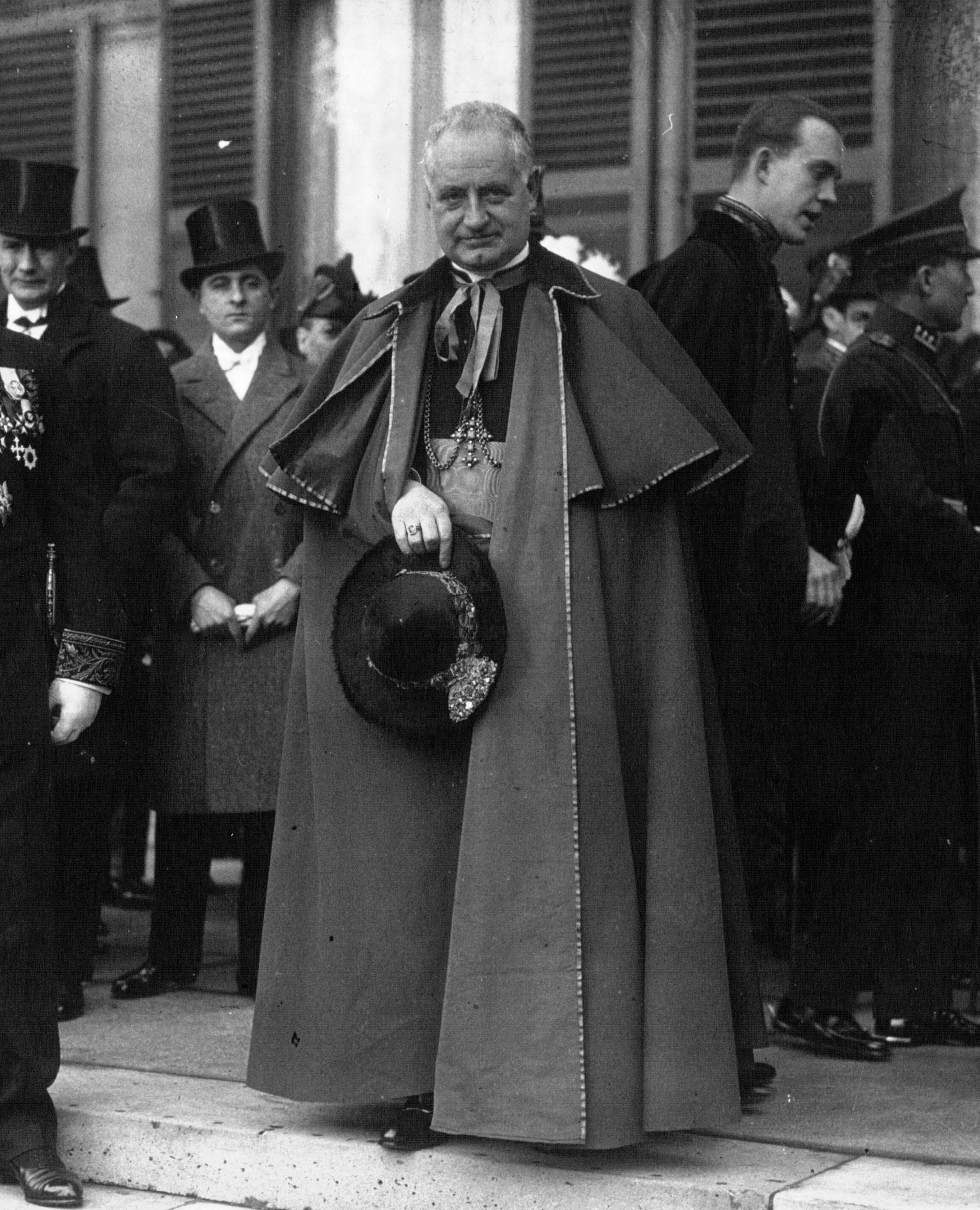
Luigi Maglione

- Syrien: Ignatius Gabriel I. Tappouni, Syrisch-katholischer Patriarch von Antiochia
- Königreich Italien: Enrico Sibilia, Apostolischer Nuntius in Österreich
- Königreich Italien: Francesco Marmaggi, Apostolischer Nuntius in Polen
- Königreich Italien: Luigi Maglione, Apostolischer Nuntius in Frankreich
- Königreich Italien: Carlo Cremonesi, Päpstlicher Almosenier
- Frankreich: Alfred Baudrillart, Weihbischof im Erzbistum Paris
- Frankreich: Emmanuel Célestin Suhard, Erzbischof von Paris
- Tschechoslowakei: Karel Boromejský Kaspar, Erzbischof von Prag
- Argentinien: Santiago Luis Copello, Erzbischof von Buenos Aires
- Spanien: Isidro Gomá y Tomás, Erzbischof von Toledo
- Königreich Italien: Camillo Caccia Dominioni, Kanoniker der Petersbasilika
- Königreich Italien: Nicola Canali, Mitarbeiter des vatikanischen Staatssekretariates
- Königreich Italien: Domenico Jorio, Sekretär der Kongregation für die Sakramentendisziplin
- Königreich Italien: Vincenzo Lapuma, Sekretär der Kongregation für die Ordensleute
- Königreich Italien: Federico Cattani Amadori, Sekretär beim Obersten Gerichtshof der Apostolischen Signatur
- Königreich Italien: Massimo Massimi, Dekan der Römischen Rota
- Königreich Italien: Domenico Mariani, Präfekt der Verwaltung des Vermögens des Heiligen Stuhls
- Königreich Italien: Pietro Boetto, Erzbischof von Genua

- Königreich Italien: Carlo Salotti, Sekretär der Kongregation für die Ausbreitung des Glaubens (als Kardinal veröffentlicht)
- Königreich Italien: Federico Tedeschini, Apostolischer Nuntius in Spanien (als Kardinal veröffentlicht)

## 15. Juni 1936
- Königreich Italien: Giovanni Mercati, Bibliothekar und Archivar der Heiligen Römischen Kirche
- Frankreich: Eugène Tisserant, Professor für Assyrisch an der päpstlichen Lateranuniversität

## 13. Dezember 1937
- Königreich Italien: Adeodato Giovanni Piazza OCD, Patriarch von Venedig
- Königreich Italien: Ermenegildo Pellegrinetti, Apostolischer Nuntius in Jugoslawien
- Vereinigtes Königreich: Arthur Hinsley, Erzbischof von Westminster
- Königreich Italien: Giuseppe Pizzardo,  Assistenten am Päpstlichen Thron
- Frankreich: Pierre-Marie Gerlier, Erzbischof von Lyon

## Quelle
- Consistories for the creation of Cardinals – Pius XI (1922-1939). In: Salvador Miranda: The Cardinals of the Holy Roman Church. (Website der Florida International University, englisch)